# حسن غنيم
حسن غنيم (بالإنجليزية: Hasan Ghoneim)‏، (مواليد 07 أغسطس 1982) هو شخصية إعلامية أمريكي وسعودي وطبيب أسنان وكاتب ومؤلف.

## تعليم
حاصل على شهادة طب الأسنان ويعمل في مستوصف والده (مستوصف مركز صفد 2) في طريق الملك عبد الله بالرياض. ولد عام (1982) في الرياض ، السعودية.

## مؤلفاته
- العدالة والمساواة (كتاب).
- جدة والملوك (كتاب).